# Rúben Dias
Rúben dos Santos Gato Alves Dias (* 14. Mai 1997 in Amadora) ist ein portugiesischer Fußballspieler, der seit 2020 bei Manchester City unter Vertrag steht.

## Karriere

### Im Verein
Rúben Dias spielte in der Jugend bei seinem Heimatverein CF Estrela Amadora, ehe er 2008 in die Jugendakademie von Benfica Lissabon wechselte. Zur Saison 2015/16 rückte er in den Kader der Zweitmannschaft auf und gab sein Zweitligadebüt. Nachdem der Abstieg knapp verhindert werden konnte, verhalf er dem Reserveteam in der Saison 2016/17 zum vierten Tabellenplatz und der U19-Auswahl als Mannschaftskapitän zum Finaleinzug in der UEFA Youth League. Daraufhin rückte er zur Saison 2017/18 in den Profikader auf und debütierte in der Primeira Liga und Champions League.
Ende September 2020 wechselte Dias für eine Ablösesumme in Höhe von 68 Millionen Euro, die sich um bis zu 3,6 Millionen Euro erhöhen kann, in die Premier League zu Manchester City; im Gegenzug wechselte Nicolás Otamendi für 15 Millionen Euro zu Benfica. Dias unterschrieb einen Vertrag bis zum 30. Juni 2026. Dias etablierte sich unter Pep Guardiola sofort zum Stammspieler und steuerte 32 Einsätze sowie ein Tor zum Gewinn der englischen Meisterschaft und 3 Einsätze zum Gewinn des EFL Cup bei. In der Champions League kam der Innenverteidiger 11-mal zum Einsatz und verlor mit seiner Mannschaft das Finale gegen den FC Chelsea. Die Football Writers’ Association wählte ihn für seine Leistungen zu Englands Fußballer des Jahres 2021, zudem wurde er zum Premier League Player of the Season 2021 gewählt.

### In der Nationalmannschaft
Rúben Dias bestritt 63 Länderspiele für Portugals Nachwuchsnationalteams. Mitte Mai 2018 wurde er von Nationaltrainer Fernando Santos in den Kader für die Weltmeisterschaft 2018 berufen, ohne zuvor ein A-Länderspiel bestritten zu haben. Daraufhin debütierte er am 28. Mai 2018 im Rahmen eines WM-Vorbereitungsspiels gegen Tunesien in der A-Nationalmannschaft.
Bei der Europameisterschaft 2021 war er Teil des portugiesischen Kaders und Stammspieler in der Innenverteidigung. Portugal schied im Achtelfinale gegen Belgien aus. Auch an der Fußball-Weltmeisterschaft 2022 nahm Dias teil und absolvierte vier der fünf Turnierspiele Portugals. Ebenso stand er im portugiesischen Kader der EM 2024.

## Titel

### Im Verein
International
- Champions-League-Sieger: 2023
- Klub-Weltmeister: 2023
- UEFA-Super-Cup-Sieger: 2023 (ohne Einsatz)

Portugal
- Meister: 2019
- Supercupsieger: 2019

England
- Meister (4): 2021, 2022, 2023, 2024
- Pokalsieger: 2023
- Ligapokalsieger: 2021
- Supercupsieger: 2024

### In der Nationalmannschaft
- UEFA-Nations-League-Sieger (2): 2019, 2025

### Persönliche Auszeichnungen
- Englands Fußballer des Jahres: 2021 (Journalistenwahl)
- Premier League Player of the Season: 2020/21
- FIFA FIFPro World XI: 2021
- Nominierung für den Ballon d’Or: 2021 (26. Platz), 2023 (30.)